# Rumänische Frauen-Feldhandballnationalmannschaft
Die rumänische Frauen-Feldhandballnationalmannschaft vertrat Rumänien bei Länderspielen und internationalen Turnieren.
Der größte Erfolg war der die zweite Weltmeistertitel an der Weltmeisterschaft (1956 und 1960).

## Weltmeisterschaften
Rumänische Handballnationalmannschaften nahmen an zwei der drei bis 1960 ausgetragenen Feldhandball-Weltmeisterschaften teil und wurden beide mal Weltmeister.
| Jahr | Gastgeberland  | Teilnahme bis…  | Ergebnis                    | Rang            |
| ---- | -------------- | --------------- | --------------------------- | --------------- |
| 1949 | Ungarn         | keine Teilnahme | keine Teilnahme             | keine Teilnahme |
| 1956 | BR Deutschland | Finale          | Rumänien 6:5 BR Deutschland | Weltmeister     |
| 1960 | Niederlande    | Finale          | Rumänien 10:2 Österreich    | Weltmeister     |

## Die Weltmeistermannschaften
Quelle: 

### 1956
Lucia Dobre, Victorița Dumitrescu, Irene Günther, Magda Haberpursch, Elena Jianu, Ileana Kolesnikow, Ilona Nagy, Elena Pădureanu, Aurora Popescu, Carolina Răceanu, Aurelia Sălăgean, Maria Scheip, Anna Stark, Josefine Ugron und Mora Windt. Trainer: Nicolae Nedeff

### 1960
Aurora Bran-Popescu, Carolina Cirligeanu-Raceanu, Maria Constantinescu, Lucia Dobre, Victorița Dumitrescu, Irina Günther-Kün, Elena Jianu, Irina Nagy, Aurora Niculescu, Elena Pădureanu, Elena Rosu, Ana Starck, Iosefina Ştefănescu-Ugron, Aurelia Szökö-Salageanu und Antoaneta Vasile.